# Vietnamese cutia
De Vietnamese cutia (Cutia legalleni) is een zangvogel uit de familie Leiothrichidae.

## Verspreiding en leefgebied
Deze soort komt voor in Vietnam en Laos en telt twee ondersoorten:
- C. l. hoae: zuidoostelijk Laos en centraal Vietnam.
- C. l. legalleni: zuidelijk-centraal Vietnam.

## Status
De grootte van de populatie is in 2020 geschat op 10.000-20.000 volwassen vogels. De populatie is vrij klein en neemt af door habitatverlies en vangsten voor de kooivogelhandel. Op de Rode lijst van de IUCN heeft deze soort daarom de status gevoelig.